# 난산초등학교
난산초등학교는 대한민국 전북특별자치도 김제시에 있는 공립 초등학교이다.

## 학교 연혁
- 1941년 04. 18 난산공립초등학교 개교
- 1946년 07. 15 제1회 졸업생 53명
- 1984년 03. 09 병설 유치원 개설
- 1996년 03. 01 난산초등학교로 개명
- 2010년 03. 02 전라북도교육청지정 녹색성장 시범학교
- 2014년 02. 14 - 제68회 졸업(졸업생 5,382명)
- 2014년 03. 03 방과후돌봄 연구학교 지정(2014.3.1.~2016.2.29.)
- 2014년 03. 03 초등 7학급(특수학급 포함), 유치원 1학급 편성
- 2014년 09. 01 제 29대 정동일 교장 부임

## 참고 자료
- 난산초등학교 - 한국교육학술정보원 학교알리미